# Delta Force (jogo eletrônico de 2025)
Delta Force (anteriormente Delta Force: Hawk Ops) é um jogo de tiro tático em primeira pessoa gratuito para Microsoft Windows, Android e iOS. Faz parte da série Delta Force, anteriormente desenvolvida e publicada pela NovaLogic. Os direitos da série foram adquiridos pela empresa chinesa Tencent e o jogo esteve em desenvolvimento pela TiMi Studio Group conhecida por desenvolver Call of Duty: Mobile. em parceria com a desenvolvedora Team Jade.
Originalmente intitulado simplesmente como Delta Force, e depois alterado para Delta Force: Hawk Ops. Em 20 de agosto de 2024, o título do jogo foi novamente revertido apenas para Delta Force.

## Jogabilidade
Os jogadores assumirão o papel de operadores militares com habilidades únicas no campo de batalha em um conflito sem nome e ambientado em locais atuais. Veículos militares como tanques e helicópteros estarão disponíveis para os jogadores controlarem, com personalização de armas e personagens disponíveis para os jogadores.
O multijogador é gratuito para jogar com microtransações opcionais, e os desenvolvedores optaram por não usar elementos de pagamento para vencer, com uma moeda de jogo separada para cosméticos. Além do Havoc Warfare, um modo em que as equipes recebem ingressos para vencer um jogo, ele também contará com um modo de extração conhecido como Hazard Operations. A progressão do jogador é amplamente compartilhada entre diferentes plataformas, com algumas limitações.

## CampanhaBlack Hawk Down
Inspirado no filme Black Hawk Down (2001) de Ridley Scott e Delta Force: Black Hawk Down (2003) desenvolvido pela Novalogic, o componente de campanha do jogo conta com uma experiência cooperativa tática, com as forças dos Estados Unidos participando do conflito somali de 1993, com direitos sobre as filmagens de Scott. Isso significa que a campanha segue de perto todos os eventos do filme. As demonstrações técnicas da campanha apresentaram níveis renderizados no Unreal Engine 5, incluindo sombras, iluminação e a ambientação urbana imersiva dos locais do ataque que levou à Batalha de Mogadíscio. A campanha Black Hawk Down de Delta Force foi lançada gratuitamente em 21 de fevereiro de 2025 para PC. A campanha também foi disponibilizada pela Garena.

## Lançamento
Delta Force foi lançado para PC em acesso antecipado durante o quarto trimestre de 2024, e os jogadores também puderam experimentar a ação ainda mais cedo durante o Steam Next Fest em outubro, enquanto jogam a versão mais recente do jogo.
Quanto a versão de consoles, ainda não há data definitiva para o lançamento, o que está tornando a expectativa muito alta para os utilizadores das plataformas. De acordo com a desenvolvedora, a previsão é que tenhamos o lançamento para os consoles no primeiro trimestre de 2025.